# Волосовичи (Чечерский район)
Волосовичи (бел. Валосавічы) — деревня в Нисимковичском сельсовете Чечерском районе Гомельской области Беларуси.
На востоке и юге граничит с Чечерским биологическим заказником.

## География

### Расположение
В 21 км на северо-восток от Чечерска, 58 км от железнодорожной станции Буда-Кошелёвская (на линии Гомель — Жлобин), 86 км от Гомеля.

### Гидрография
На реке Покоть.

## Транспортная сеть
Транспортные связи по автомобильной дороге Полесье — Чечерск. Планировка состоит из разделённых рекой 2 частей: западной (2 параллельные между собой меридиональные улицы, соединённые переулками) и восточной (криволинейная улица почти меридиональной ориентации). Застроена двусторонне преимущественно деревянными домами усадебного типа.

## История
Обнаруженный археологами курганный могильник (43 насыпи, в 0,7 км на северо-запад от деревни) свидетельствует о заселении этих мест с давних времён. Согласно письменным источникам известна с XV века как селение в Великом княжестве Литовском. В 1483 году королевской судной грамотой подарена князю Можайскому. С 1492 года во владении А. Богдановой. Упоминается в материалах о конфликтах между ВКЛ и Московским государством в 1526-27 годах. Согласно инвентарю 1704 года деревня Волосовичи, 16 дымов, в 1726 году 18 дымов, центр войтовства в Чечерском старостве Речицкого повета Минского воеводства Великого княжества Литовского. Согласно описанию 1765 года в Чечерском старостве 19 дымов, владение Быковских.
После 1-го раздела Речи Посполитой (1772 год) в составе Российской империи, во владении Белицких. В 1881 году работали хлебозапасный магазин, 2 ветряные мельницы, в Полесской волости Гомельского уезда Могилёвской губернии. В деревенской школе в 1907 году 54 ученика. В 1909 году 1169 десятин земли, мельница.
В 1926 году действовали почтовое отделение, школа. С 8 декабря 1926 года до 30 декабря 1927 года центр Волосовичского сельсовета Чечерского района Гомельского округа. В 1929 году организован колхоз «2-я пятилетка», работали 2 кузницы, шерсточесальня.
Во время Великой Отечественной войны оккупанты создали в деревне свой опорный пункт, разгромленный партизанами. В октябре 1943 года каратели сожгли 176 дворов и убили 24 жителей. 94 жителя погибли на фронте. Согласно переписи 1959 года в составе совхоза  "Нисимковичи", а с 1965 года в составе совхоза «Сож» (центр — деревня Сидоровичи).
Располагались отделение связи, клуб и сельская библиотека. На ул. Родниковой (прежнее именование Мостище) расположен известный во всей округе источник.
С 1 июня 2006 года в Нисимковичском сельсовете (до 31 мая 2006 года в Полесском сельсовете).

## Население

### Численность
- 2023 год — 57 хозяйств, 106 жителей.

### Динамика
- 1881 год — 76 дворов, 440 жителей.
- 1909 год — 125 дворов, 918 жителей.
- 1926 год — 226 дворов, 1234 жителя.
- 1940 год — 227 дворов.
- 1959 год — 1003 жителя (согласно переписи).
- 2004 год — 135 хозяйств, 270 жителей.
- 2023 год — 57 хозяйств, 106 жителей.

## События и мероприятия
- Обряд «Ваджэнне и пахаванне стралы» (22 мая 2025).